# Tayshaneta
Tayshaneta es un género de arañas araneomorfas de la familia Leptonetidae. Se encuentra en Texas en los Estados Unidos. 

## Lista de especies
Según The World Spider Catalog 11.5:
- Tayshaneta anopica (Gertsch, 1974)
- Tayshaneta archambaulti
- Tayshaneta bullis (Cokendolpher, 2004)
- Tayshaneta coeca (Chamberlin & Ivie, 1942)
- Tayshaneta concinna (Gertsch, 1974)
- Tayshaneta devia (Gertsch, 1974)
- Tayshaneta emeraldae
- Tayshaneta fawcetti
- Tayshaneta furtiva (Gertsch, 1974)
- Tayshaneta grubbsi
- Tayshaneta madla
- Tayshaneta microps (Gertsch, 1974)
- Tayshaneta myopica (Gertsch, 1974)
- Tayshaneta oconnorae
- Tayshaneta paraconcinna (Cokendolpher & Reddell, 2001)
- Tayshaneta sandersi
- Tayshaneta sprousei
- Tayshaneta uvaldea (Gertsch, 1974)
- Tayshaneta valverdae (Gertsch, 1974)
- Tayshaneta vidrio